# BMW S85

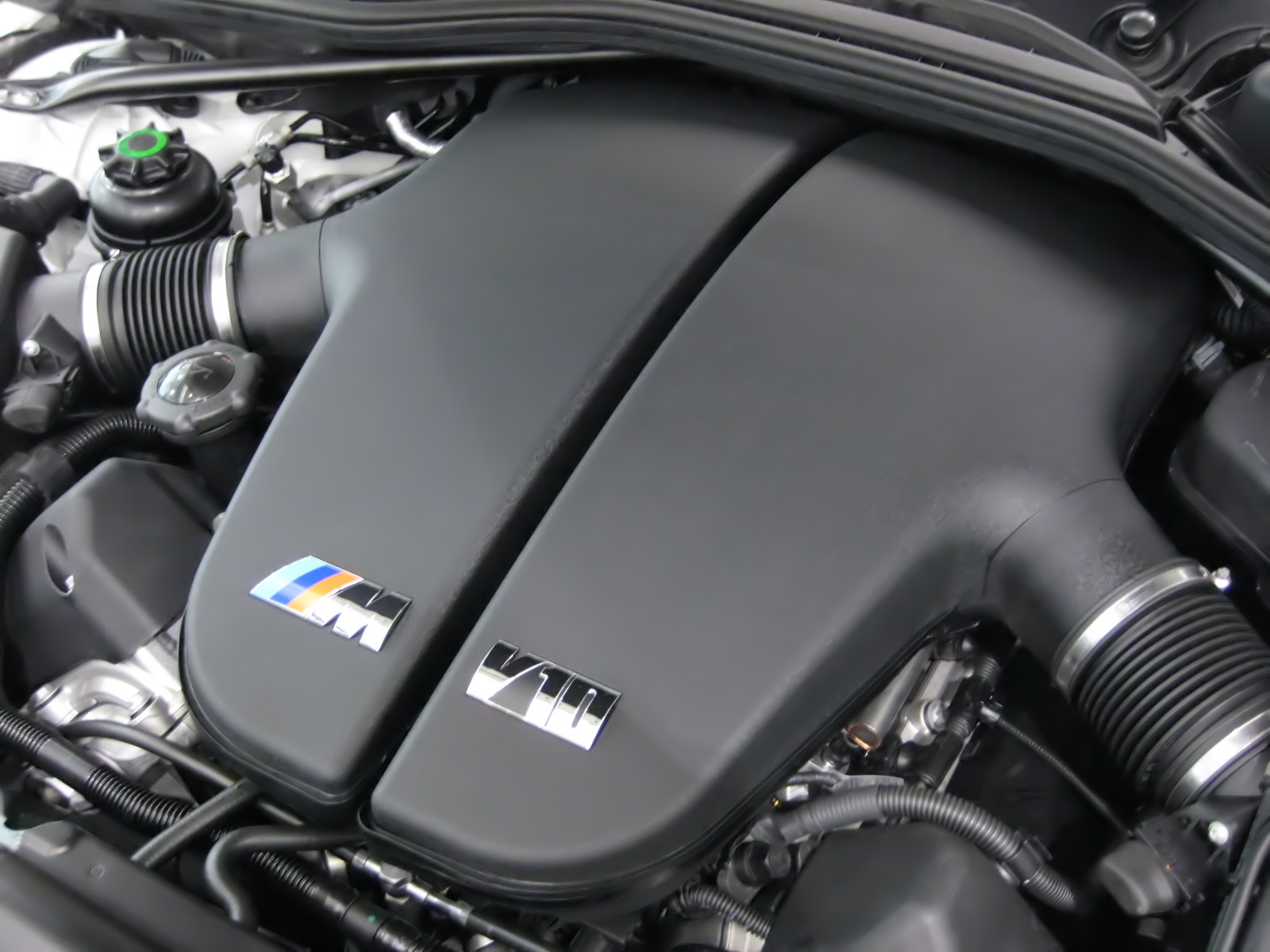
De BMW S85B50 V10-motor

De BMW S85B50 is een V10-benzinemotor van de Duitse autofabrikant BMW. De S85 is van 2005 t/m 2010 geproduceerd en speciaal ontwikkeld voor de E60/E61 BMW M5 en de E63/E64 BMW M6 en geïnspireerd door de V10 van BMW's Formule 1 auto's.

## Gegevens
De enige versie van de S85 (de B50) is een 5,0-liter 90 graden V10-motor met 4 kleppen per cilinder (DOHC). De motor is hoogtoerig en draait maximaal 8.250 tpm. Het maximumvermogen van de V10 bedraagt 507 pk en het maximum koppel 520 Nm. De motor is voorzien van dubbele VANOS voor de in- en uitlaatkleppen.
| Motor  | Inhoud   | Vermogen                    | Koppel             | Maximaal toerental | Jaar        |
| ------ | -------- | --------------------------- | ------------------ | ------------------ | ----------- |
| S85B50 | 4999 cm³ | 373 kW (507 pk) @ 7.750 tpm | 520 Nm @ 6.100 tpm | 8.250 tpm          | 2005 - 2010 |

## Prijzen
In 2005, het eerste jaar dat de motor genomineerd was, won de S85 in vier categorieën van International Engine of the Year:
- International Engine of the Year
- Best Performance Engine
- Best New Engine
- Best Above 4.0 Litre

In 2006 won de motor in drie categorieën:
- International Engine of the Year
- Best Performance Engine
- Best Above 4.0 Litre

In 2007 won de motor in twee categorieën:
- Best Performance Engine
- Best Above 4.0 Litre

In 2008 won de motor in één categorie:
- Best Above 4.0 Litre

## Toepassingen
- BMW M5 (E60/E61)
- BMW M6 (E63/E64)
- Wiesmann GT MF5